# Clark B. Cochrane

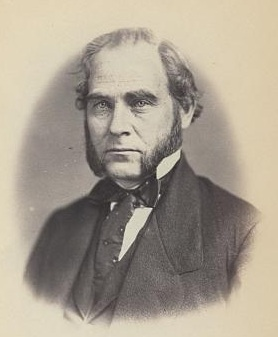
Clark B. Cochrane

Clark Betton Cochrane (* 31. Mai 1815 in New Boston, New Hampshire; † 5. März 1867 in Albany, New York) war ein US-amerikanischer Jurist und Politiker. Zwischen 1857 und 1861 vertrat er den Bundesstaat New York im US-Repräsentantenhaus.

## Werdegang
Clark Betton Cochrane wurde ungefähr dreieinhalb Monate nach dem Ende des Britisch-Amerikanischen Krieges in New Boston geboren. Er zog nach Montgomery County. 1841 graduierte er am Union College in Schenectady. Er studierte Jura. Seine Zulassung als Anwalt erhielt er 1841. Er praktizierte zwischen 1841 und 1851 in Amsterdam, dann zwischen 1851 und 1855 in Schenectady und von 1855 bis zu seinem Tod in Albany. Politisch gehörte er zu jener Zeit der Demokratischen Partei an. 1844 saß er in der New York State Assembly. Er war zwischen 1853 und 1867 Trustee am Union College. Nach der Gründung der Republikanischen Partei schloss er sich dieser Partei an.
Bei den Kongresswahlen des Jahres 1856 für den 35. Kongress wurde Cochrane im 18. Wahlbezirk von New York in das US-Repräsentantenhaus in Washington, D.C. gewählt, wo er am 4. März 1857 die Nachfolge von Thomas R. Horton antrat. Er wurde einmal wiedergewählt. Da er auf eine erneute Kandidatur im Jahr 1860 verzichtete, schied er nach dem 3. März 1861 aus dem Kongress aus.
Nach seiner Kongresszeit ging er in Albany wieder seiner Tätigkeit als Anwalt nach. Als Delegierter nahm er 1864 an der Republican National Convention in Baltimore teil. 1866 saß er erneut in der New York State Assembly. Er verstarb am 5. März 1867 in Albany und wurde dann auf dem Green Hill Cemetery in Amsterdam beigesetzt. Zu jenem Zeitpunkt war der Bürgerkrieg ungefähr zwei Jahre zu Ende.